# Sphenomorphus indicus
Sphenomorphus indicus là một loài thằn lằn trong họ Scincidae. Loài này được Gray mô tả khoa học đầu tiên năm 1853.

## Hình ảnh

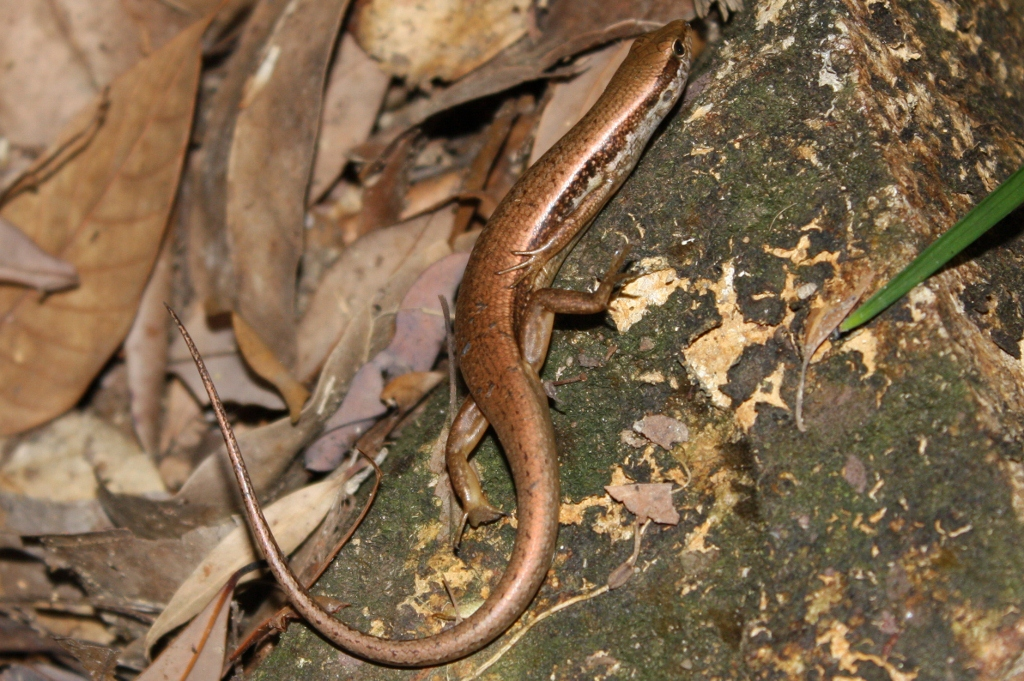
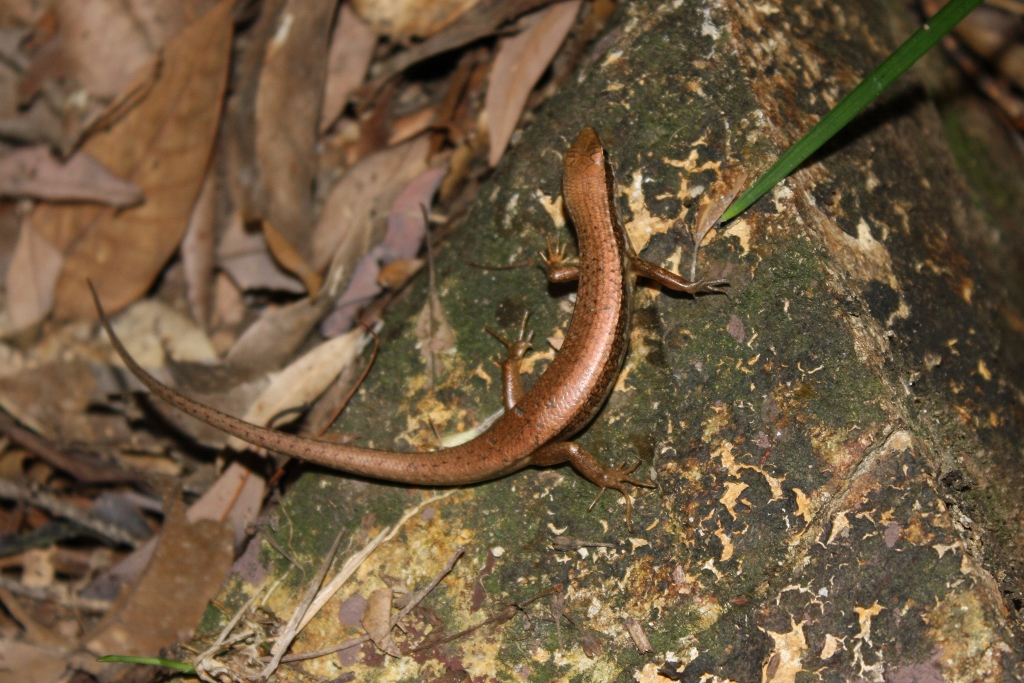
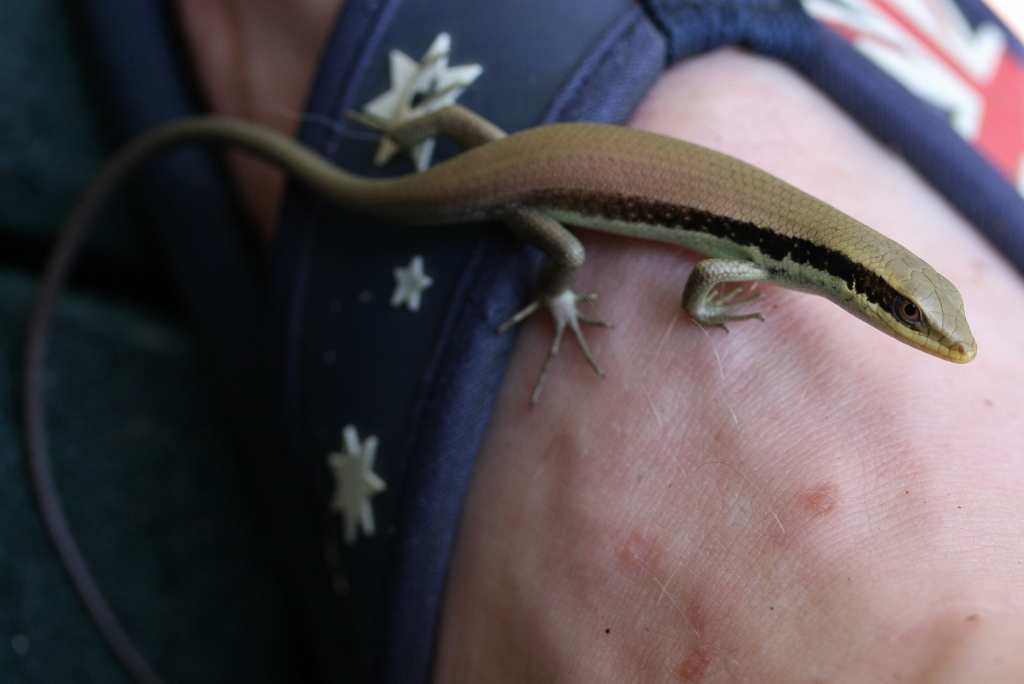